# Audiogalaxy
Audiogalaxy fue un sistema de intercambio de música de tipo P2P que funcionó de 1998 a 2013 denominado como la alternativa a Napster.

## Historia
fundada por Michael Merhej con un motor de búsqueda a través de web y con la posibilidad de reanudar las descargas, en sus inicios se utilizó como motor de búsqueda para mp3 sobre servidores FTP, consiguió atraer a los usuarios que buscaban un sustituto después del cierre de Napster en ese entonces. 
Entre las principales funciones que hicieron esta aplicación tan importante estaba el uso de una interfaz web muy cómoda y colorida que permitía, entre otras cosas, gestionar la cola de canciones remotamente, el tener direccionadas todas las canciones en un servidor central (para facilitar encontrar canciones aunque quienes la tuviesen no estuvieran en línea) o la creación de 'grupos temáticos' que permitían que diferentes personas sugirieran canciones al resto según sus gustos.
El uso del puerto 80 (HTTP) para las transferencias le permitía saltarse firewalls y otros muros que impedían al resto de aplicaciones P2P funcionar en determinadas redes, dando una funcionalidad bastante alta para usuarios principiantes que apenas tenían que configurar.
Fue la segunda gran aplicación (la primera siendo Napster) que sucumbió a las leyes que la obligaron a cerrar debido al éxito que tuvo en el intercambio de canciones protegidas por copyright y tras fuertes presiones por parte de las grandes discográficas.
En septiembre de 2002 Audiogalaxy licenció el servicio de streaming comercial Rhapsody (propiedad de Listen.com) y finalizó el servicio P2P basado en web, para después ser comprado a finales del 2012 por Dropbox.